# Arromanches-les-Bains
Pour les articles homonymes, voir Arromanches.
Arromanches-les-Bains, couramment appelée Arromanches, est une commune française, située dans le département du Calvados en région Normandie. C'est une station balnéaire, peuplée de 431 habitants (les Arromanchais).

## Géographie

### Localisation
La commune est située à environ 11 kilomètres au nord-est de Bayeux et 30 kilomètres au nord-ouest de Caen.
Elle est proche du parc naturel régional des Marais du Cotentin et du Bessin.

### Communes limitrophes

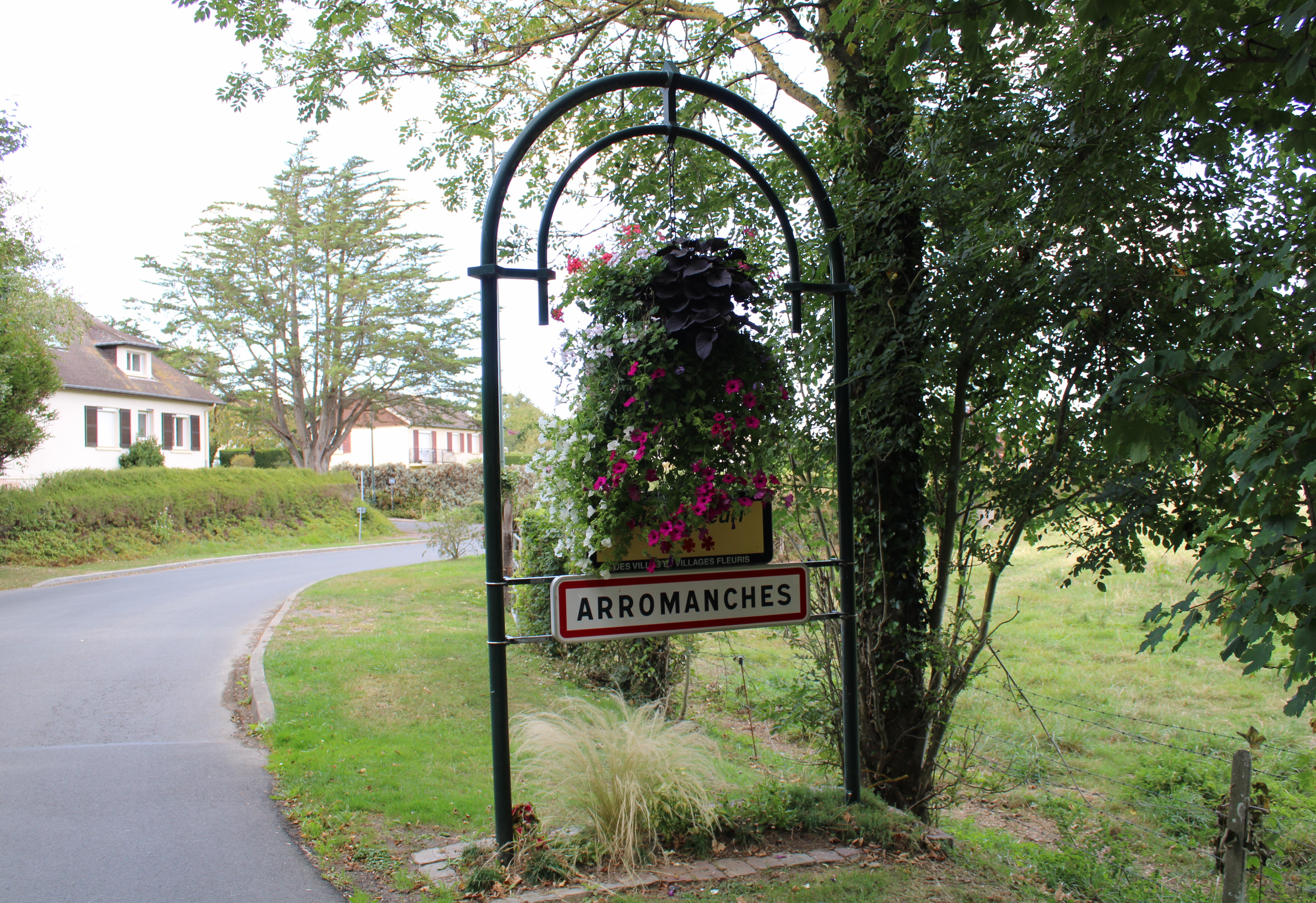
Panneau routier de l'entrée de la ville.

| Mer de la Manche | Mer de la Manche      | Mer de la Manche     |
| Tracy-sur-Mer    | Arromanches-les-Bains | Saint-Côme-de-Fresné |
| Tracy-sur-Mer    | Ryes                  | Saint-Côme-de-Fresné |

### Géologie et relief
La commune est classée en zone de sismicité 2, correspondant à une sismicité faible.

### Voies de communication et transports

#### Voies de communication
On accède à la commune par la D 514 :
- depuis Asnelles à l'est à 3,6 km ;
- depuis Bayeux au sud-ouest à 11 km via la D 516.

On accède également à Arromanches-les-Bains depuis Meuvaines à 4,7 km par la D 65.

#### Transports
Arromanches-les-Bains est desservie par la ligne d‘autocar No 74 des autobus verts du
Réseau interurbain du Calvados, à partir de la gare ferroviaire de Bayeux, gare de la Société nationale des chemins de fer français (SNCF), desservie par des trains Intercités Normandie et TER Basse-Normandie, de la ligne de Mantes-la-Jolie à Cherbourg.
L'aéroport le plus proche est celui de Caen-Carpiquet distant de 30,2 km, (33 minutes).

### Hydrographie
La commune est située dans le bassin Seine-Normandie. Elle est drainée par le cours d'eau 01 de Chateau du Petit Fontaine,.

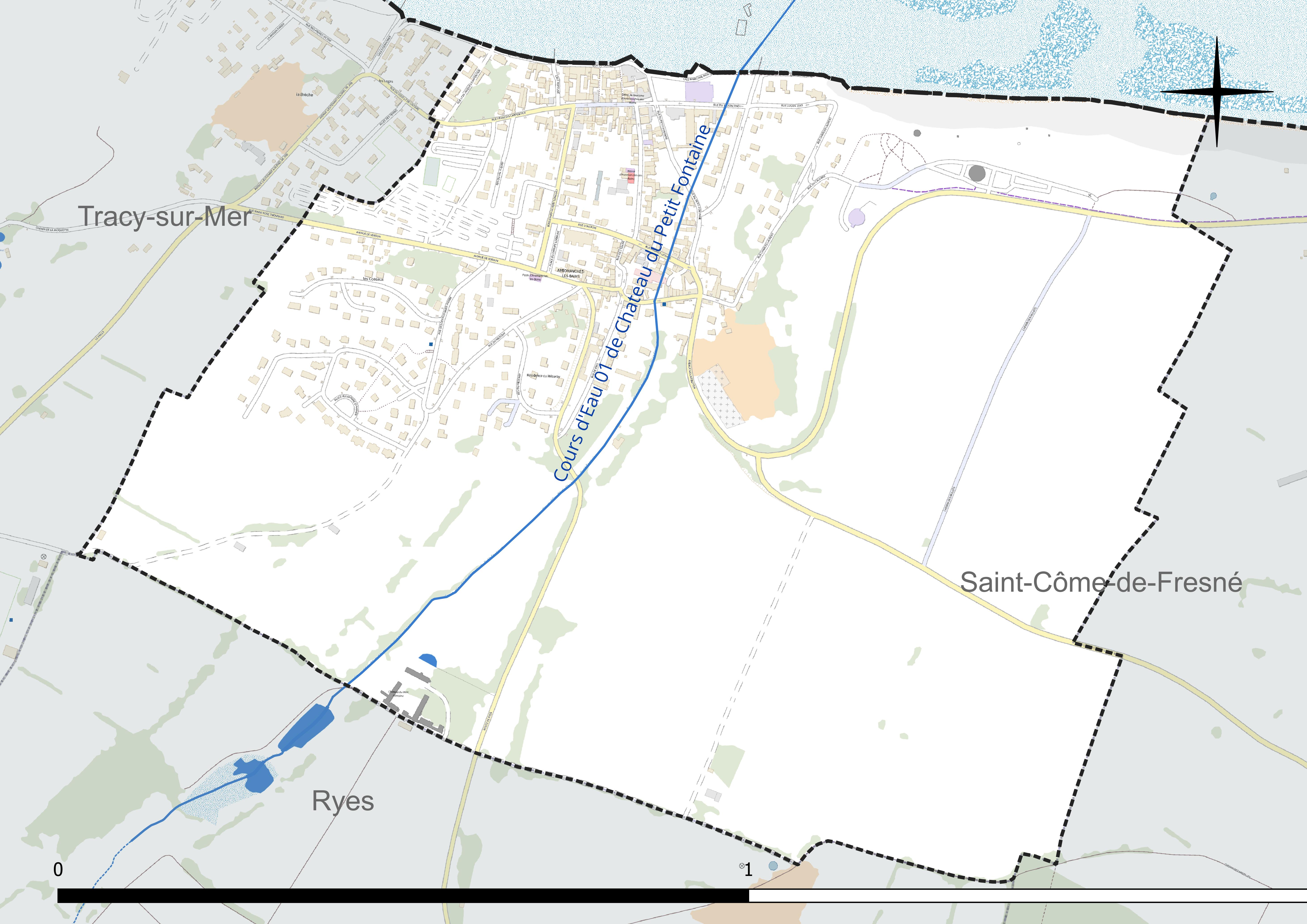
Réseau hydrographique d'Arromanches-les-Bains.

### Climat
Pour des articles plus généraux, voir Climat de la Normandie et Climat du Calvados.
En 2010, le climat de la commune est de type climat océanique altéré, selon une étude du CNRS s'appuyant sur une série de données couvrant la période 1971-2000. En 2020, Météo-France publie une typologie des climats de la France métropolitaine dans laquelle la commune est exposée à un climat océanique et est dans la région climatique Normandie (Cotentin, Orne), caractérisée par une pluviométrie relativement élevée (850 mm/a) et un été frais (15,5 °C) et venté. Parallèlement le GIEC normand, un groupe régional d'experts sur le climat, différencie quant à lui, dans une étude de 2020, trois grands types de climats pour la région Normandie, nuancés à une échelle plus fine par les facteurs géographiques locaux. La commune est, selon ce zonage, exposée à un « climat des plateaux abrités », correspondant à la plaine agricole de Caen à Falaise, sous le vent des collines de Normandie et proche de la mer, se caractérisant par une pluviométrie et des contraintes thermiques modérées.
Pour la période 1971-2000, la température annuelle moyenne est de 11,1 °C, avec  une amplitude thermique annuelle de 11,1 °C. Le cumul annuel moyen de précipitations est de 675 mm, avec 11,7 jours de précipitations en janvier et 7,6 jours en juillet. Pour la période 1991-2020, la température moyenne annuelle observée sur la station météorologique la plus proche, située sur la commune de Bernières-sur-Mer à 15 km à vol d'oiseau, est de 11,7 °C et le cumul annuel moyen de précipitations est de 695,0 mm,. Pour l'avenir, les paramètres climatiques de la commune estimés pour 2050 selon différents scénarios d'émission de gaz à effet de serre sont consultables sur un site dédié publié par Météo-France en novembre 2022.

## Urbanisme

### Typologie
Au 1er janvier 2024, Arromanches-les-Bains est catégorisée commune rurale à habitat dispersé, selon la nouvelle grille communale de densité à 7 niveaux définie par l'Insee en 2022.
Elle est située hors unité urbaine. Par ailleurs la commune fait partie de l'aire d'attraction de Caen, dont elle est une commune de la couronne,. Cette aire, qui regroupe 296 communes, est catégorisée dans les aires de 200 000 à moins de 700 000 habitants,.
La commune, bordée par la baie de Seine, est également une commune littorale au sens de la loi du 3 janvier 1986, dite loi littoral. Des dispositions spécifiques d'urbanisme s'y appliquent dès lors afin de préserver les espaces naturels, les sites, les paysages et l'équilibre écologique du littoral, tel le principe d'inconstructibilité, en dehors des espaces urbanisés, sur la bande littorale des 100 mètres, ou plus si le plan local d'urbanisme le prévoit.

### Occupation des sols
L'occupation des sols de la commune, telle qu'elle ressort de la base de données européenne d'occupation biophysique des sols Corine Land Cover (CLC), est marquée par l'importance des territoires agricoles (68,3 % en 2018), en diminution par rapport à 1990 (70,3 %). La répartition détaillée en 2018 est la suivante :
terres arables (52,5 %), zones urbanisées (29,9 %), zones agricoles hétérogènes (15,8 %), zones humides côtières (1,7 %). L'évolution de l'occupation des sols de la commune et de ses infrastructures peut être observée sur les différentes représentations cartographiques du territoire : la carte de Cassini (XVIIIe siècle), la carte d'état-major (1820-1866) et les cartes ou photos aériennes de l'IGN pour la période actuelle (1950 à aujourd'hui).

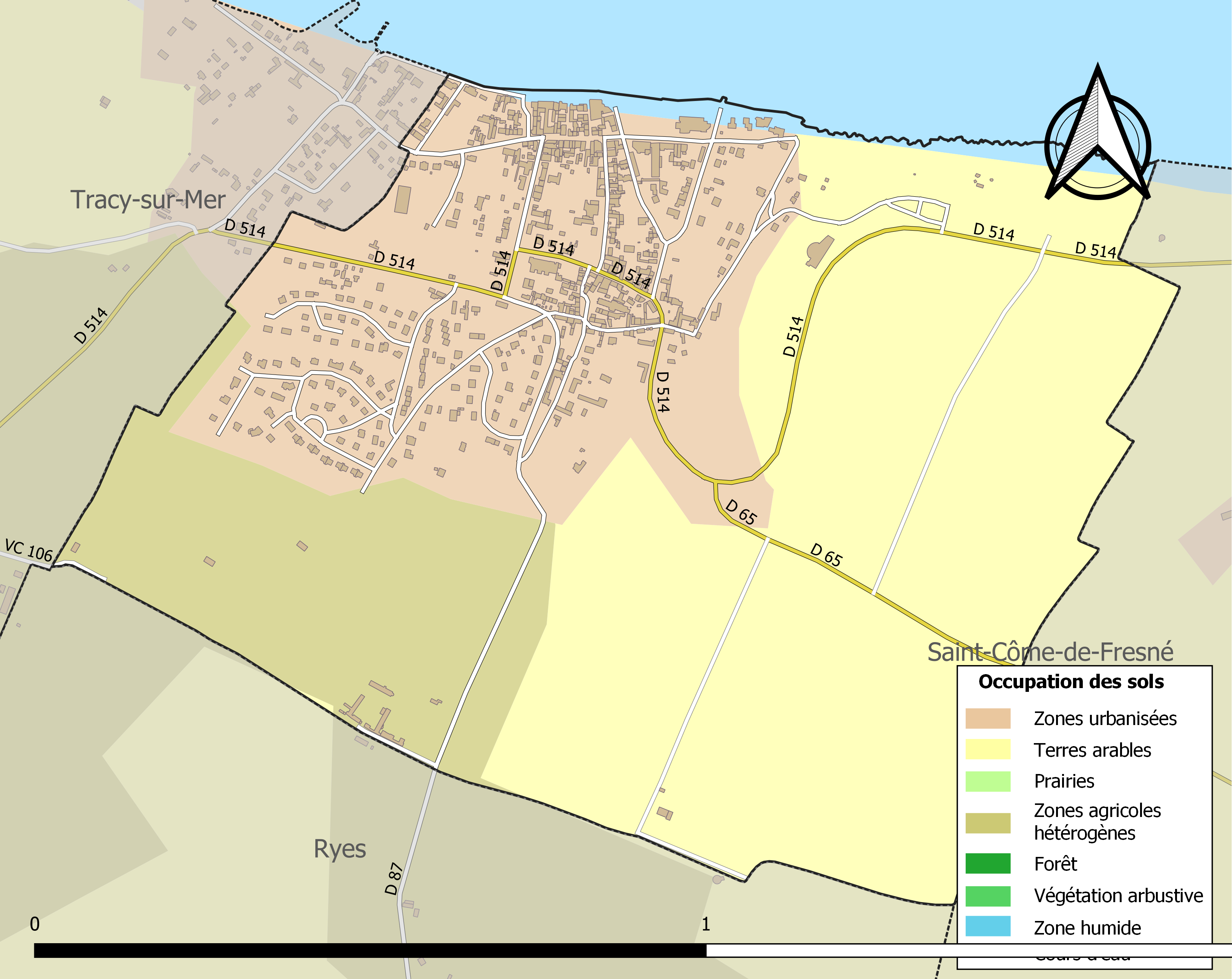
Carte des infrastructures et de l'occupation des sols de la commune en 2018 (CLC).

### Lieux-dits, écarts et quartiers
La commune compte 66 voies dont 23 lieux-dits administratifs répertoriés.

### Logement
En 2014, le nombre total de logements dans la commune était de 471 (dont 75 % de maisons et 25 % d'appartements).
Parmi ces logements, 54,7 % étaient des résidences principales, 35,5 % des résidences secondaires et 9,9 % des logements vacants.
La part des ménages propriétaires de leur résidence principale s'élevait à 55,7 % contre 41,7 % de locataires.
La part de logements HLM loués vides (logements sociaux) était de 8,3 %.

## Toponymie
Le nom de la localité est attesté sous les formes Arremancia en 1175 ; Arremance en 1229 (cartulaire de l'abbaye de Mondaye) ; Arromancia en 1247 ; Arremanche en 1362 ; Arrommanche en 1475 ; Arromanches en 1793 ; Arromanches-les-Bains en 1897.
Albert Dauzat avait vu dans Arromanches un dérivé avec le suffixe -antia, pré-latin, basé sur une racine obscure.
Des travaux plus récents suggèrent de reconnaître dans Arromanches, le type toponymique *Allemanica qui désigne un établissement de colons alamans, altéré en *Arremanica par le rhotacisme de [l], évolution phonétique fréquemment observée par ailleurs. Il n'est, dans ce cas, pas directement attesté, la forme la plus ancienne connue étant trop récente (XIIe siècle).
En revanche, il existe en France des noms de lieux du même type qui n'ont pas subi cette altération, par exemple Allemanche (Marne, Alemanche vers 1229) ou encore Allemance, hameau de Chamalières-sur-Loire (Loire).
En Normandie, on retrouve d'autres noms de lieux fondés sur cet ethnonyme avec ou sans suffixe : *Allemaniscas (avec suffixe -iska d'origine germanique, d'où en français -ois / -ais / ancien féminin -esche cf. danois / danesche) > Almenêches (Orne) et Omnesques, lieu-dit à Giverville (Eure), alors que le type Allemania (avec suffixe -ia) a produit Allemagne, ancien nom de Fleury-sur-Orne (Calvados) et Allemagne, lieu-dit à Daubeuf-Serville (Seine-Maritime).

## Histoire
Arromanches est restée célèbre comme étant un des lieux historiques du débarquement de Normandie (nom de code : opération Neptune), notamment pour le port artificiel qui y fut installé. Ce port permit de débarquer de 9 000 à 22 000 tonnes de matériel par jour, lors de la bataille de Caen.
C'est face au village d'Arromanches que, lors de la bataille de Normandie, immédiatement après le jour J, le 6 juin 1944, les Alliés établirent le port Mulberry B, un port artificiel provisoire afin de permettre le débarquement de matériel lourd, sans attendre la conquête de ports en eaux profondes, tels que ceux du Havre ou de Cherbourg (Cherbourg-en-Cotentin depuis 2016). Bien que située au centre de la zone de débarquement Gold Beach, Arromanches fut épargnée par le gros des combats le Jour J. Afin de permettre l'installation d'un port et son bon fonctionnement le plus rapidement possible, il ne fallait pas dégrader la plage et préserver les voies de communication aux alentours. Les troupes anglaises ont donc débarqué plus à l'Est, entre Asnelles et Ver-sur-mer, et ont libéré Arromanches par la terre le 6 juin au soir. Le port fut donc mis en service le 14 juin.
Ce lieu fut en effet choisi pendant les préparatifs du Jour J afin d'y établir les structures portuaires préfabriquées indispensables au déchargement des quantités de ravitaillement nécessaires aux troupes d'invasion lors du débarquement du 6 juin 1944.
Les Britanniques construisirent d'énormes caissons flottants en béton armé, appelés "Phoenix" qui après avoir été remorqués flottants à travers la Manche, devaient être assemblés côte à côte en les coulant grâce à l'ouverture de vannes de fond, afin de créer des quais et jetées formant une digue et délimitant le port artificiel, comprenant des pontons flottants qui suivaient les marées et étaient reliés à la terre par de véritables chaussées flottantes. Un port fut donc assemblé au large et, aujourd'hui encore, quelques caissons "Phoenix" sont visibles au large et témoignent de leur solidité.
Quelques chiffres : le 12 juin 1944, plus de 300 000 hommes, 54 000 véhicules, 104 000 tonnes de ravitaillement avaient été débarqués en moins d'une semaine. Pendant les cent jours de fonctionnement du port, ont été débarqués : 2,5 millions d'hommes, 500 000 véhicules, 4 millions de tonnes de matériel.
La meilleure performance du port se situe dans la dernière semaine de juillet 1944 pendant la bataille de Caen, au cours de ces sept jours, le trafic du port d'Arromanches dépassa 136 000 tonnes, soit 20 000 tonnes par jour.

## Politique et administration

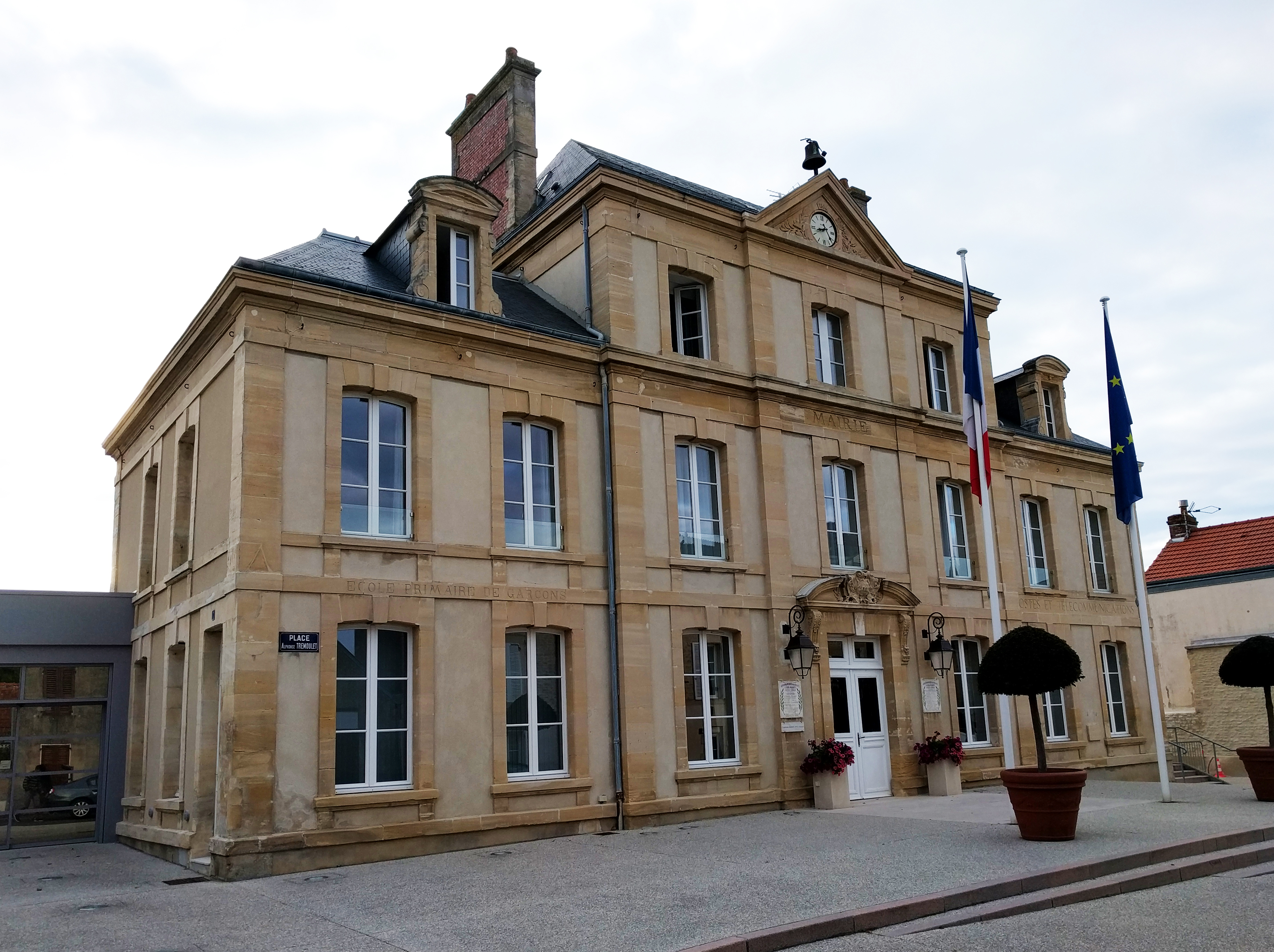
Mairie.

### Tendances politiques et résultats

#### Élections nationales
- Élection présidentielle de 2017[22] : 46,00 % pour Emmanuel Macron (REM), 19,20 % pour Marine Le Pen (FN), 76,60 % de participation.

### Liste des maires
| Période                                  | Période  | Identité            | Étiquette | Qualité                         |
| ---------------------------------------- | -------- | ------------------- | --------- | ------------------------------- |
| 1947                                     | 1963     | Lucien Joly         |           | Officier de la Marine Nationale |
| 1963                                     | 1976     | François Carpentier |           | Architecte                      |
|                                          |          | Dupuis[Qui ?]       |           |                                 |
| 1995                                     | mai 2020 | Patrick Jardin      | SE        | Opticien                        |
| mai 2020                                 | En cours | Marcel Bastide      | SE        | Chef d'entreprise à la retraite |
| Les données manquantes sont à compléter. |          |                     |           |                                 |

## Population et société

### Démographie
L'évolution du nombre d'habitants est connue à travers les recensements de la population effectués dans la commune depuis 1793. Pour les communes de moins de 10 000 habitants, une enquête de recensement portant sur toute la population est réalisée tous les cinq ans, les populations de référence des années intermédiaires étant quant à elles estimées par interpolation ou extrapolation. Pour la commune, le premier recensement exhaustif entrant dans le cadre du nouveau dispositif a été réalisé en 2007.
En 2022, la commune comptait 431 habitants, en évolution de −14,31 % par rapport à 2016 (Calvados : +1,58 %, France hors Mayotte : +2,11 %).
| 1793 | 1800 | 1806 | 1821 | 1831 | 1836 | 1841 | 1846 | 1851 |
| ---- | ---- | ---- | ---- | ---- | ---- | ---- | ---- | ---- |
| 430  | 363  | 450  | 493  | 520  | 534  | 528  | 500  | 490  |

| 1856 | 1861 | 1866 | 1872 | 1876 | 1881 | 1886 | 1891 | 1896 |
| ---- | ---- | ---- | ---- | ---- | ---- | ---- | ---- | ---- |
| 502  | 505  | 533  | 532  | 544  | 481  | 480  | 455  | 444  |

| 1901 | 1906 | 1911 | 1921 | 1926 | 1931 | 1936 | 1946 | 1954 |
| ---- | ---- | ---- | ---- | ---- | ---- | ---- | ---- | ---- |
| 444  | 380  | 335  | 273  | 282  | 288  | 262  | 282  | 287  |

| 1962 | 1968 | 1975 | 1982 | 1990 | 1999 | 2006 | 2007 | 2012 |
| ---- | ---- | ---- | ---- | ---- | ---- | ---- | ---- | ---- |
| 298  | 339  | 355  | 395  | 409  | 552  | 602  | 609  | 546  |

| 2017 | 2022 | - | - | - | - | - | - | - |
| ---- | ---- | - | - | - | - | - | - | - |
| 489  | 431  | - | - | - | - | - | - | - |

## Économie

### Revenus de la population et fiscalité
Le nombre de ménages fiscaux en 2014 était de 257 représentant 516 personnes et la médiane du revenu disponible par unité de consommation de 20 160 €.

### Emploi
En 2014, le nombre total d'emploi dans la zone était de 205, occupant 200 actifs résidants (salariés et non salariés).
Le taux d'activité de la population âgée de 15 à 64 ans s'élevait à 70,5 % contre un taux de chômage (au sens du recensement) de 17,6 %. Les inactifs se répartissent de la façon suivante : étudiants et stagiaires non rémunérés 8,1 %, retraités ou préretraités 14,2 %, autres inactifs 7,2 %.

### Entreprises et commerces
En 2015, le nombre d'établissements actifs était de quatre-vingt onze dont cinq dans l'agriculture-sylviculture-pêche, un dans l'industrie, six dans la construction, soixante-quatorze dans le commerce-transports-services divers et cinq étaient relatifs au secteur administratif.
Ces établissements ont pourvu cent dix-neuf postes salariés.

## Culture locale et patrimoine

### Lieux et monuments

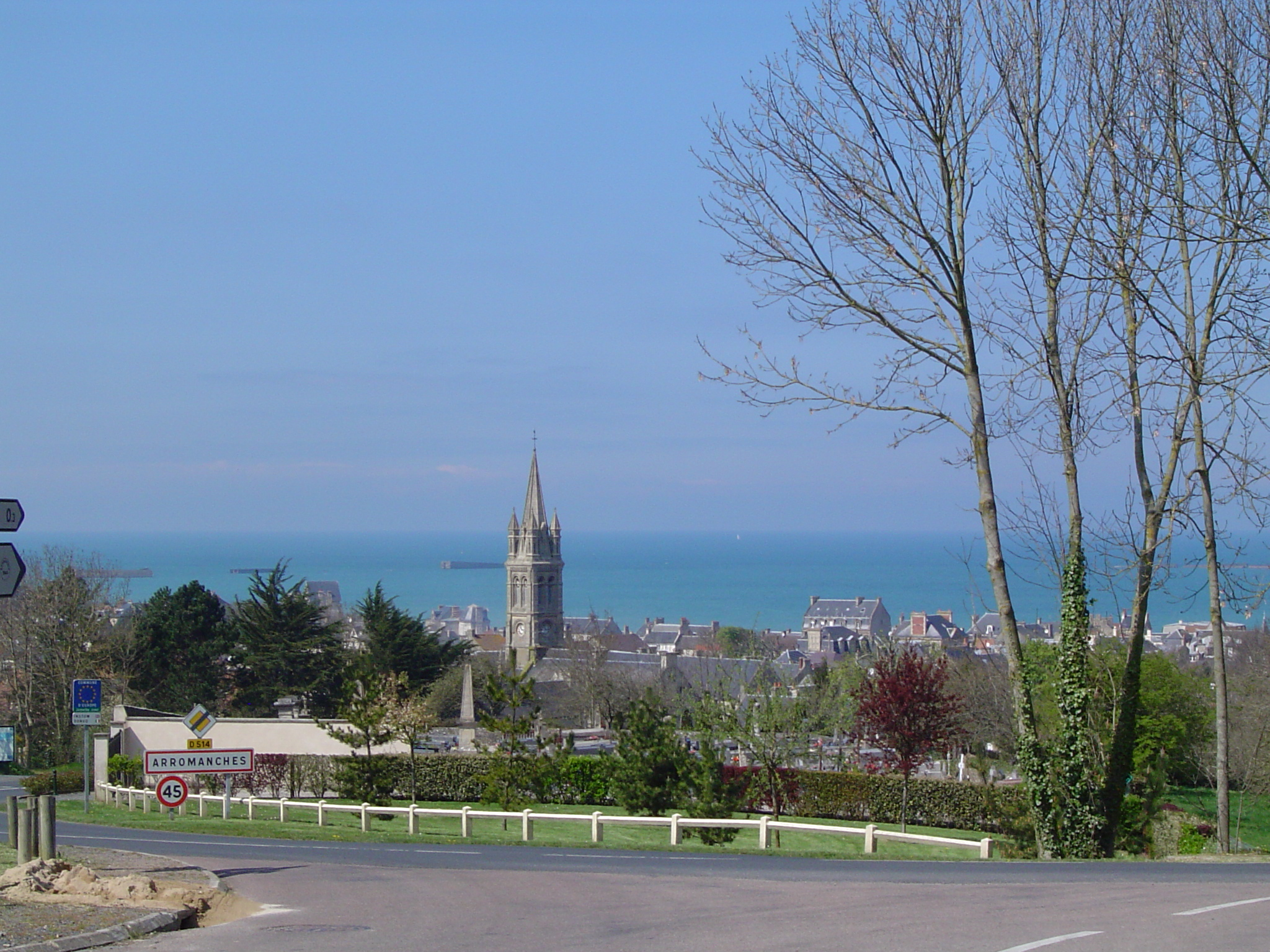
Vue sur le village d'Arromanches depuis l'entrée est.
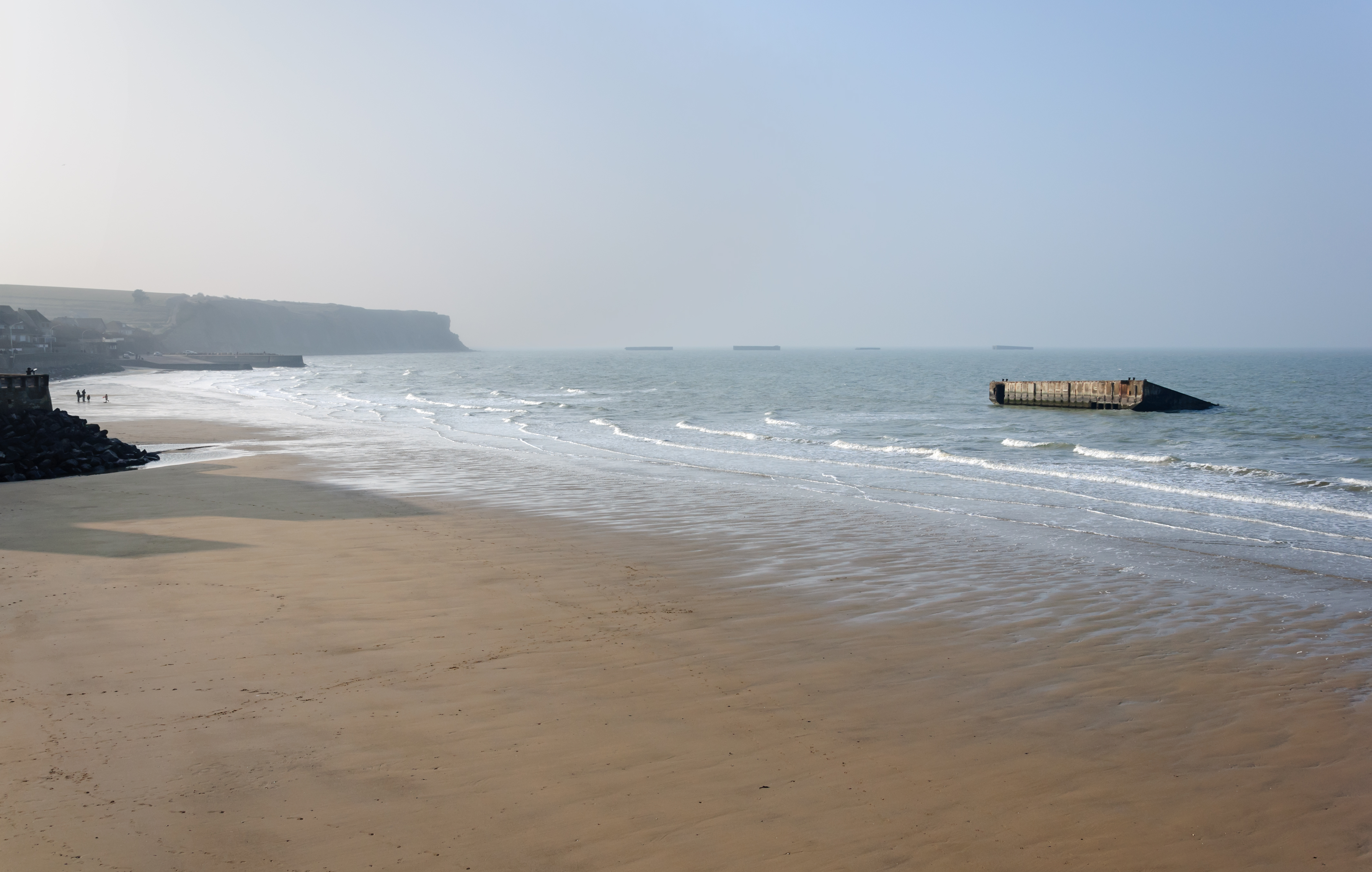
La plage d'Arromanches-les-Bains avec au large les vestiges du port, vue depuis la colline est
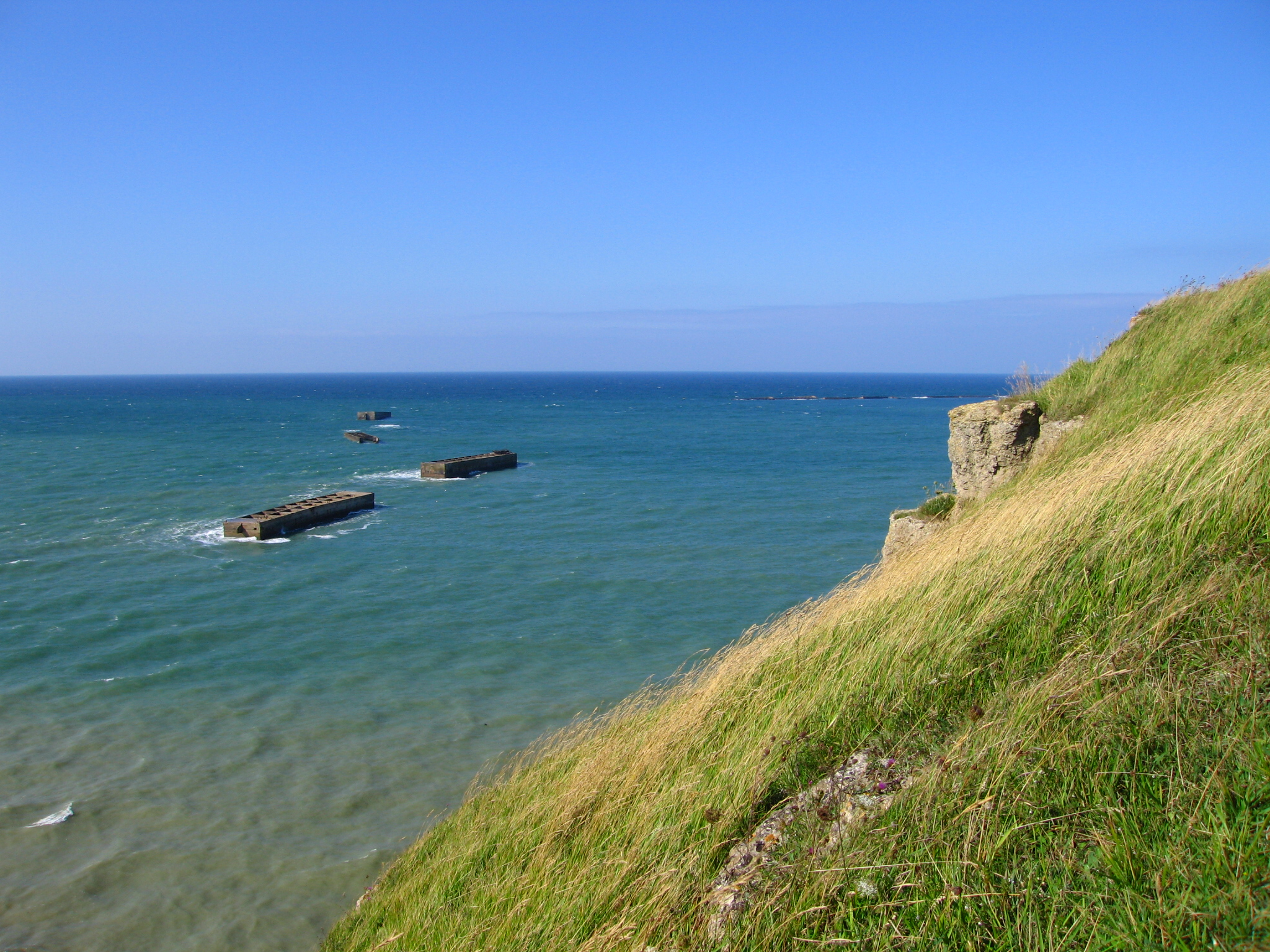
Les restes des caissons Phoenix du port installés après le jour du Débarquement de Normandie lors de la Seconde Guerre mondiale.
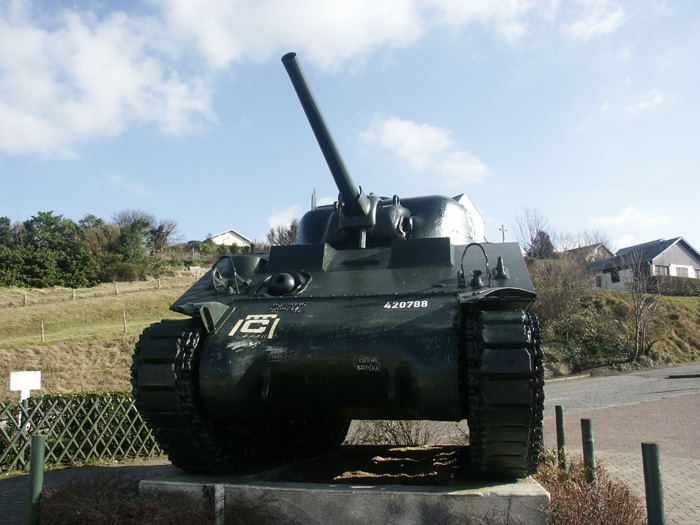
Char M4 Sherman exposé dominant le village. Il faisait partie de la 2e DB du maréchal Leclerc lors du débarquement.
Radar Würzburg sur une plage près d'Arromanches, le 22 juin 1944.
Caisson en béton vestige de l'ancien port artificiel

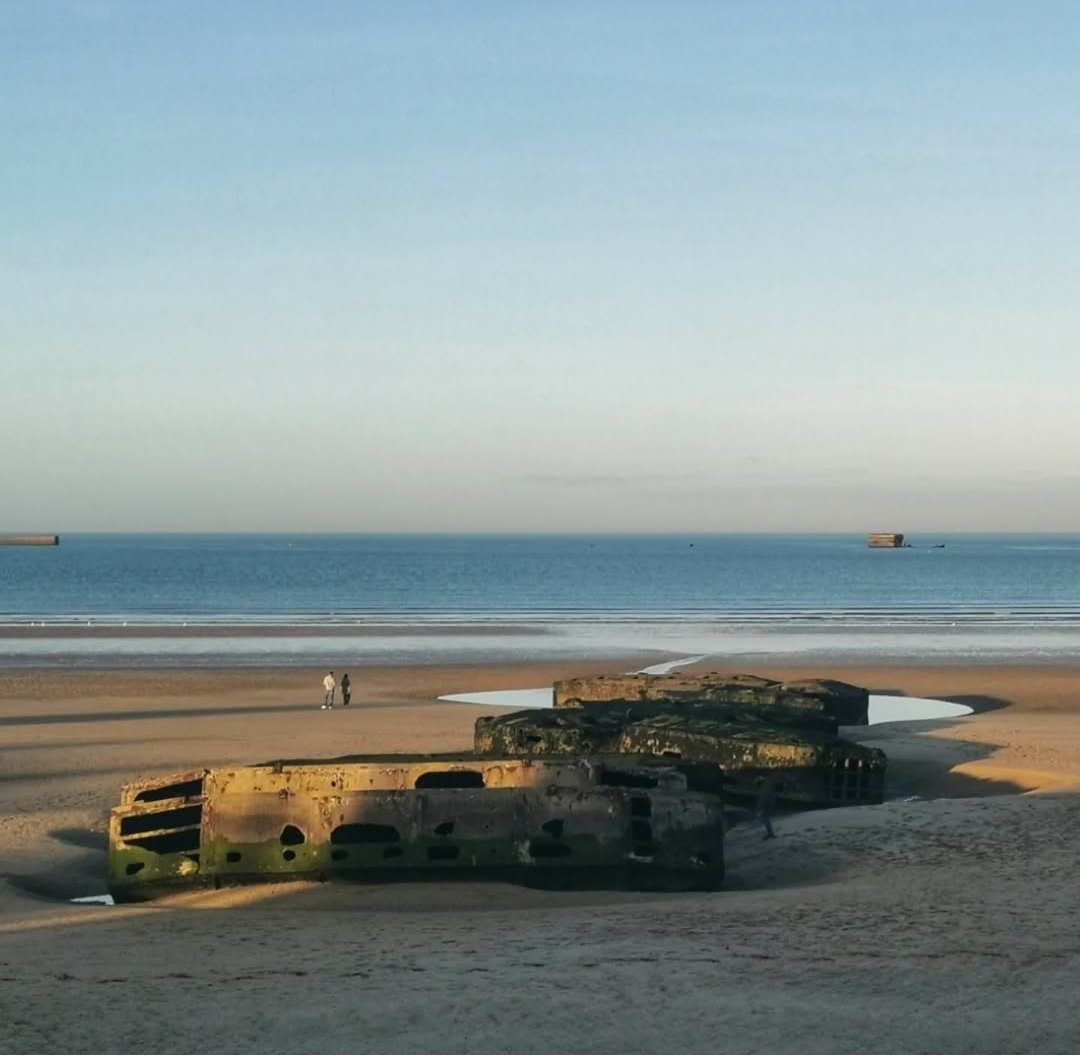
Plage d'Arromanche

- D-Day 75 Garden, le jardin du souvenir, un hommage aux vétérans qui ont débarqué en Normandie à la fin du printemps et au début de l'été 1944.
- Memorial Royal Engineers, monument aux morts de la bataille de Normandie.
- Le monument aux morts de la bataille navale du 7 et 8 septembre 1811, érigé le 8 septembre 1911 pour le centenaire de la bataille[31].
- Notre-Dame-des-flots, statue de la Vierge Marie écrasant le serpent devant le Memorial Royal Engineers, également érigée en 1911, pour le centenaire de la bataille navale contre les Anglais[32].
- Le calvaire à côté du cinéma circulaire Arromanches 360°.
- Église Saint-Pierre d'Arromanches.

### Musée du Débarquement

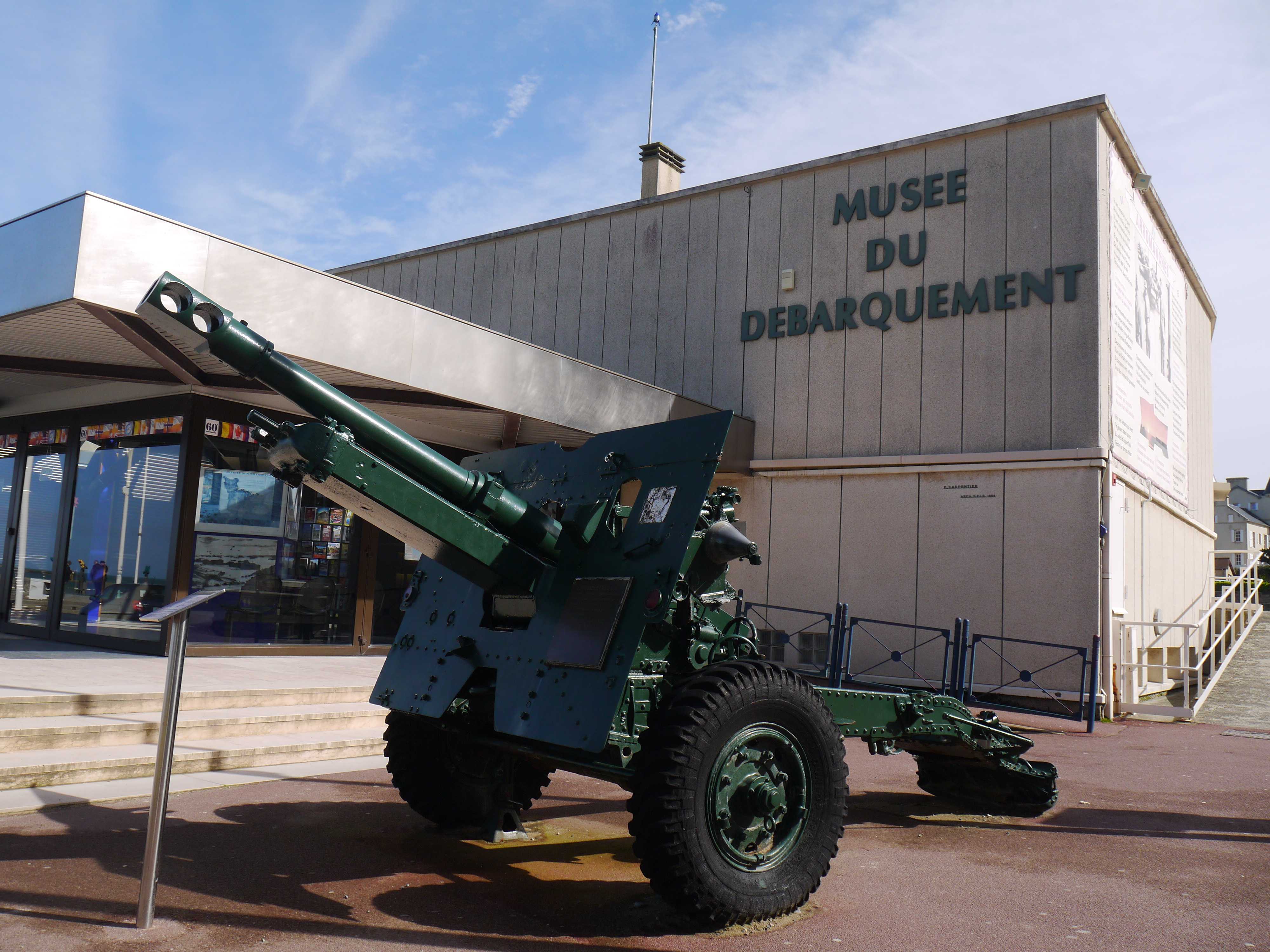
L'entrée du musée du Débarquement à gauche, avec un obusier sur l'esplanade.

- Objets, armes, photos, uniformes exposés dans différentes salles réservées à chaque nation : Anglais, Américains, Canadiens.
- Maquettes animées des pontons et routes flottantes avec explications par un guide et diorama pour comprendre le fonctionnement du port artificiel suivant la marée.
- Un film de 30 minutes tourné pendant les préparatifs du débarquement est projeté pour clore la visite.

### Arromanches à360°

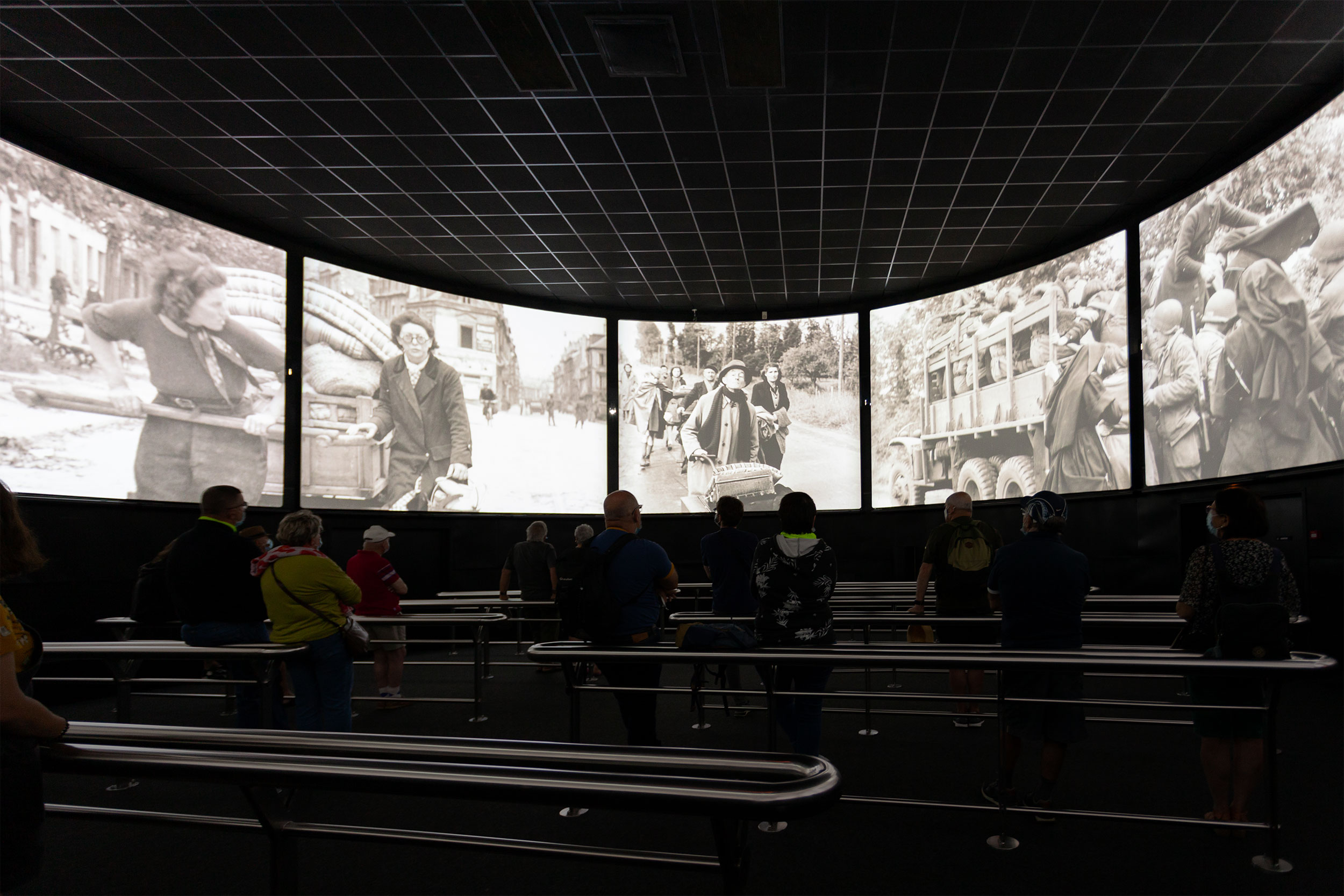
Le Cinéma circulaire d'Arromanches à 360°.

Situé sur les hauteurs des falaises d'Arromanches et près de la table d'orientation, le cinéma circulaire domine les vestiges du port artificiel d'Arromanches mais aussi la baie de Seine.
2021 - Nouveau film d'une pure intensité historique : Les 100 jours de la Bataille de Normandie
Le Débarquement des Alliés en Normandie, le 6 juin 1944, a exigé des mois d'entraînement et des années de réflexion. Sa réussite obligatoire nécessitait une préparation logistique et militaire inédite.
Le nouveau film du cinéma Arromanches 360 démarre ainsi : des deux côtés de la mer, on se préparait à ce moment attendu. Puis, malgré une météo défavorable, vint ce matin du 6 juin, qui reste dans la mémoire universelle celui du premier pas tant espéré de la libération de l'Europe occidentale.
La Bataille de Normandie démarre ainsi : les parachutistes, dans la nuit du 5 au 6 juin, puis les débarquements sur cinq plages de la Manche et du Calvados parmi les plus connues dans le monde. Les Normands vivent sur leur sol une bataille de trois mois qui n'est pas achevée le jour de la libération de Paris. Elle dure en fait jusqu'au 12 septembre, avec la fin du tragique bombardement du Havre.
Les images que nous avons choisies pour ce film et ses neuf écrans sont exceptionnelles : archives britanniques, canadiennes, allemandes, américaines et françaises.
Ce film a été réalisé par la société Tempora et par le Mémorial de Caen. Il a été voulu et financé par la Région Normandie.

### L'église d'Arromanches
Elle est dédiée à saint Pierre, patron des pêcheurs. Elle fut construite entre 1857 et 1870 dans le style néo-roman. Elle remplace l'église paroissiale du XIIIe siècle devenue trop petite avec le développement de la station balnéaire.

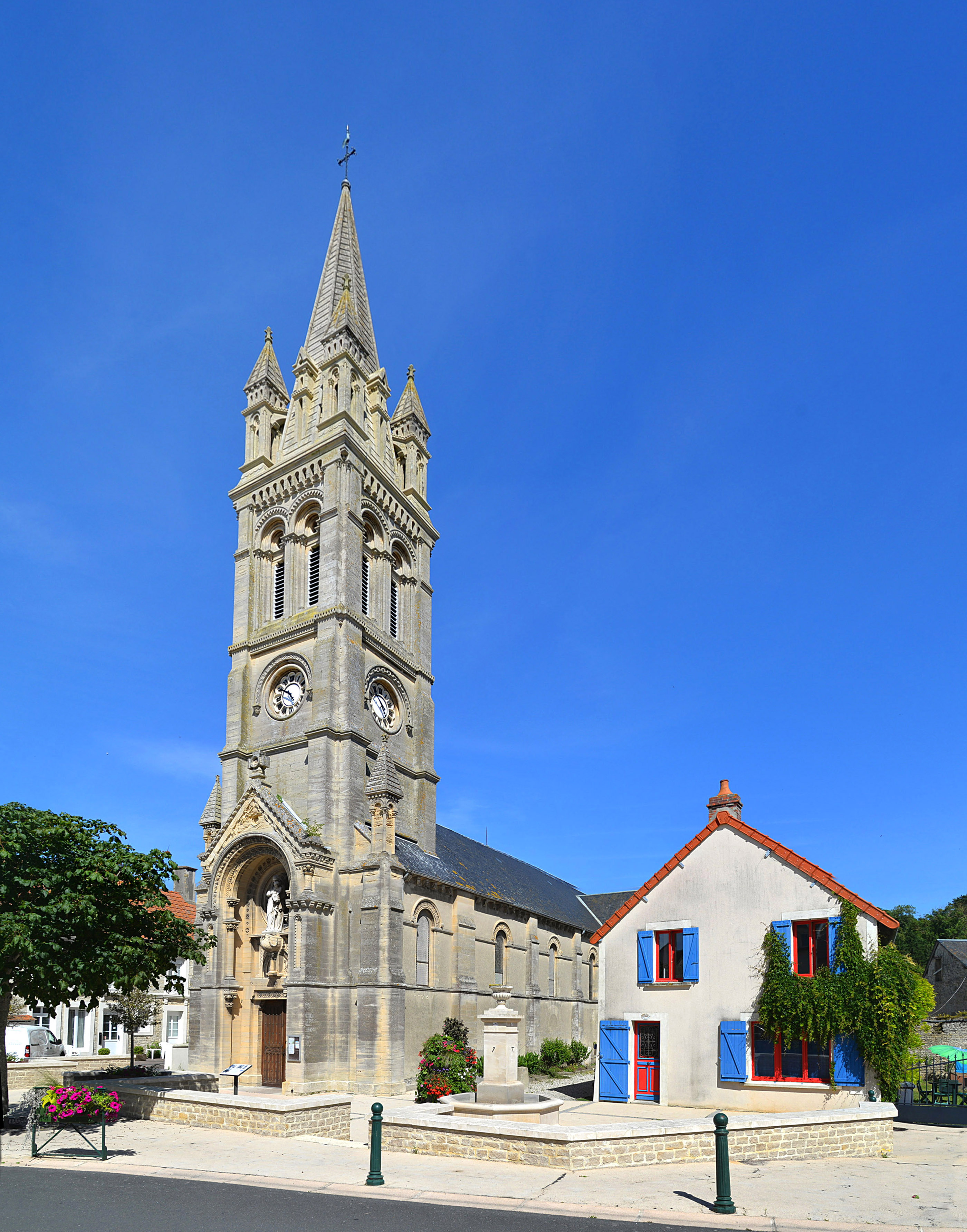
L'église Saint-Pierre.
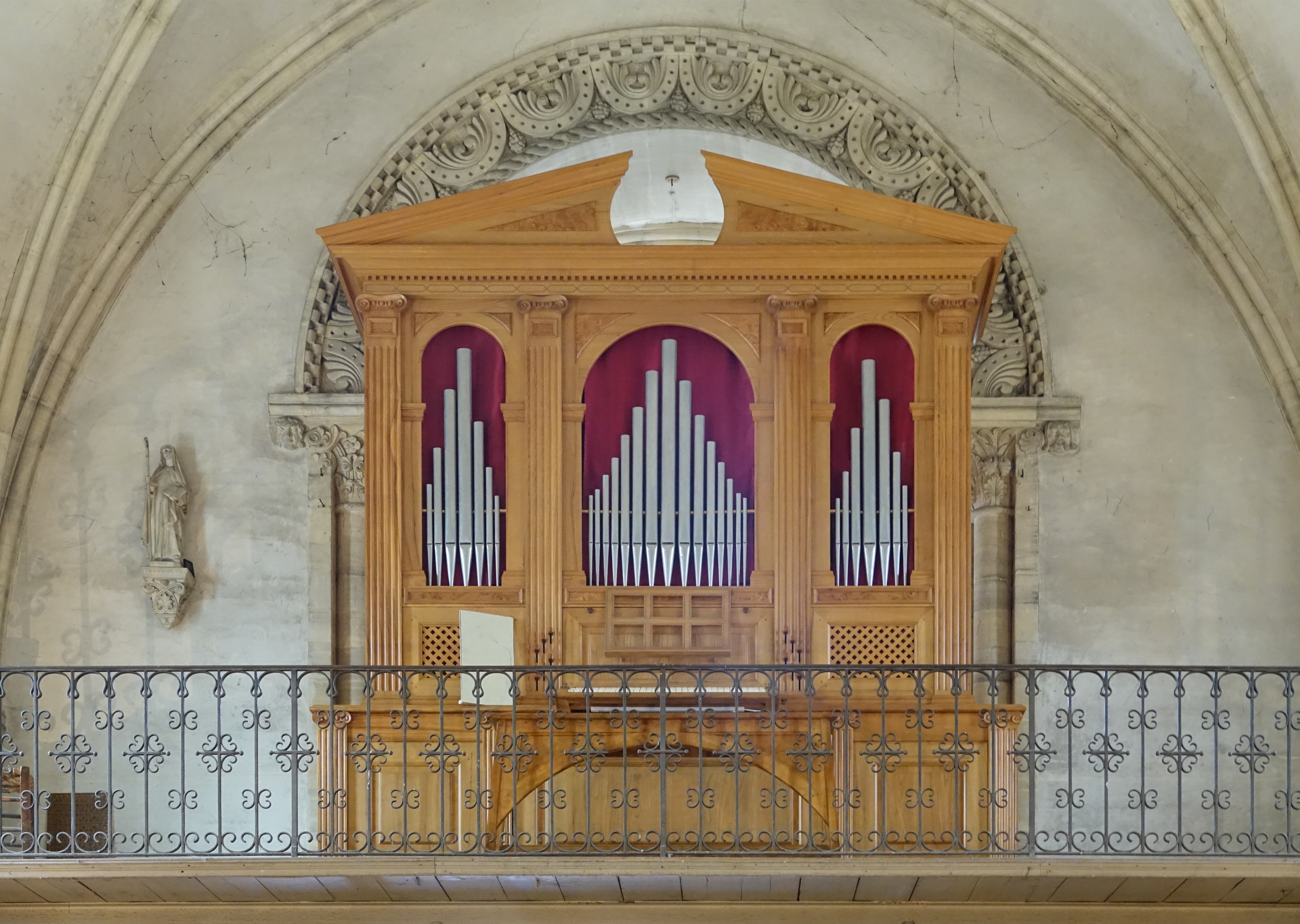
L'orgue.

### Personnalités liées à la commune
- Jules Carpentier, inventeur français. Il y possédait une villa importante, la "villa d'Arromanches"[33].
- François Carpentier, petit-fils de Jules Carpentier, architecte français et maire de la commune de 1963 à 1976. Il a créé le musée du Débarquement d'Arromanches. Une rue principale est nommée en son honneur.
- Sylvie Joly possédait une villa dans la commune. Son père, le capitaine de vaisseau Lucien Joly, petit-fils de Jules Carpentier, a été maire de cette commune juste après la guerre, de 1947 à 1963. Une rue de la ville est nommée en l'honneur de Lucien Joly.
- La famille de Boisgelin possédait un grand quartier du village et y détient toujours une grande bâtisse.
- François Jourdan de La Passardière (1787-1851), marin, vainqueur du combat naval d'Arromanches des 7 et 8 septembre 1811, contre la marine anglaise. Une rue est baptisée de son nom dans la commune et un monument rappelle le combat.
- Lord Louis Moundbatten (1900-1979), amiral britannique, favorable au débarquement en Normandie, chargé du port artificiel d'Arromanches, port Mulberry.

### Héraldique
| Blason de Arromanches-les-Bains | Blason  | D'azur à l'ancre d'or chargée d'une étoile d'argent, accompagnée de deux chaînes brisées de sable mouvant des cantons du chef vers l'étoile, au chef de gueules chargé d'un léopard d'or armé et lampassé d'azur. |
| Blason de Arromanches-les-Bains | Détails | Création : Robert Louis, adoptée par délibération du conseil municipal du 30 juin 1947. |